# Mount Kirkby
Mount Kirkby ist ein großer, länglicher und rund 2050 m (nach anderer Angabe 2438 m) hoher Berg mit abgeflachtem Gipfel im ostantarktischen Mac-Robertson-Land. Er ragt 5 km östlich des Crohn-Massivs in der Porthos Range der Prince Charles Mountains auf. Nur 460 m seiner Gesamthöhe ragen über das kontinentale Eisplateau hinaus.
Er wurde erstmals im Dezember 1956 von Teilnehmern der Australian National Antarctic Research Expeditions unter der Leitung des australischen Bergsteigers William Gordon Bewsher (1924–2012) besucht. Das Antarctic Names Committee of Australia (ANCA) benannte den Berg nach Sydney Lorrimar Kirkby (1933–2024), Geodät auf der Mawson-Station im selben Jahr.